# Ulefnersen
Ulefnersen es un oligonucleótido antisentido que se ha utilizado de forma experimental en el tratamiento de pacientes afectos por esclerosis lateral amiotrófica (ELA) causada por mutaciones en el gen FUS. A diferencia de la ELA típica, esta variante de la enfermedad aparece en personas jóvenes, alrededor de los 40 años, y se caracteriza por una progresión muy rápida de los síntomas, las mutaciones que afectan al gen FUS representan el 5% de los casos de ELA familiar y únicamente el 1% de los casos de ELA esporádicos. Los oligonucleotidos antisentido están formados por una cadena de entre 13 y 25 nucleótidos que tiene una secuencia de bases complementaria a la de un fragmento de ARN mensajero. Se obtienen artificialmente en el laboratorio y se utilizan como agente terapéutico en enfermedades de origen genético, o bien para estudiar la función de un gen concreto.  El ulefnersen (antes llamado jacifusen) ha mostrado resultados iniciales esperanzadores, pero no está aprobado por las agencias de farmacovigilancia, su uso es experimental en el contexto de ensayos clínicos controlados.